# Phòng trưng bày Lịch sử Thành phố ở Jastrzębie-Zdrój
Phòng trưng bày Lịch sử Thành phố ở Jastrzębie-Zdrój (tiếng Ba Lan: Galeria Historii Miasta w Jastrzębiu-Zdroju) là một bảo tàng tọa lạc tại số 4 Phố Witczak, Jastrzębie-Zdrój, Ba Lan. Phòng trưng bày Lịch sử Thành phố hoạt động trong cơ cấu tổ chức của Trung tâm Văn hóa Thành phố Jastrzębie.

## Lược sử hình thành
Phòng trưng bày Lịch sử Thành phố ở Jastrzębie-Zdrój được thành lập vào năm 2002. Ban đầu, trụ sở của Bảo tàng là một số phòng trong tòa nhà ở số 14 Phố Wrzosowa. Trong hai năm 2009-2010, các bộ sưu tập của Bảo tàng được chuyển đến trưng bày tại tòa "Nhà Zdrojowy". Từ tháng 10 năm 2010, các bộ sưu tập của Bảo tàng được chuyển đến tòa nhà hiện tại, được xây dựng vào các năm 1910-1912.

## Triển lãm
Bộ sưu tập của Phòng trưng bày Lịch sử Thành phố ở Jastrzębie-Zdrój hiện đang bao gồm các triển lãm thường trực sau:
- dân tộc học: triển lãm "Ngôi nhà kiểu Silesian"
- khai thác mỏ: trưng bày các công cụ và tập quán khai thác

## Giờ mở cửa
Phòng trưng bày Lịch sử Thành phố ở Jastrzębie-Zdrój hoạt động quanh năm, mở cửa từ thứ Hai đến thứ Sáu, và mở cửa cả Chủ nhật trong mùa hè (từ ngày 1 tháng 7 đến ngày 15 tháng 9).